# Biblia moskiewska
Biblia moskiewska (ros. Московская Библия) – drugie drukowane wydanie Biblii w języku cerkiewnosłowiańskim z 1663 roku oraz pierwsze pełne wydanie autoryzowane przez Rosyjski Kościół Prawosławny. Przygotowana została na polecenie soboru z 1660 roku, za patriarchy Nikona. Wydanie bazowało na Biblii ostrogskiej, która opierała się na prywatnym przekładzie arcybiskupa nowogrodzkiego Gennadiusza – Biblia Gennadiusza (1492–1499). Spotkała się z krytyczną oceną, nie została wprowadzona do liturgii.

## Geneza
Jedną z przyczyn reform rosyjskiego prawosławia była chęć zjednoczenia Rusi Moskiewskiej z Ukrainą (znajdującą się wtedy w granicach Rzeczypospolitej). W tym celu planowano wprowadzenie na ziemiach ukraińskich ksiąg liturgicznych powstałych w Rosji. Jednak porównanie ksiąg moskiewskich i ukraińskich wykazało, że nie tylko występują między nimi znaczne różnice, ale również teksty z Ukrainy w większym stopniu zachowują zgodność z tekstami greckimi.
Na polecenie Michała I archimandrytom Dionizemu i Abrahamowi (Palicynowi) powierzono zadanie sprawdzenia i poprawienia ksiąg kościelnych. Dionizy znalazł 40 pomyłek i wyniki swojej pracy przedstawił metropolicie krutickiemu Jonaszowi. Ten, niezadowolony z tej sytuacji, uznał Dionizego za heretyka, nałożył na niego karę grzywny i osadził w monasterze Nowospasskim.

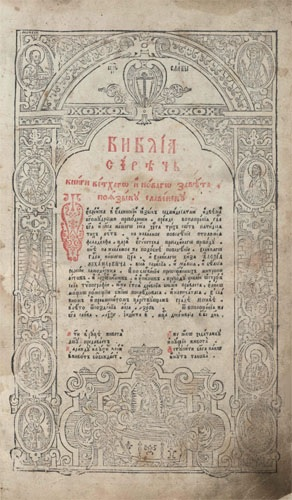
Strona tytułowa

W okresie sprawowania urzędu patriarchy moskiewskiego i całej Rusi przez Joazafa I świeccy otrzymali zezwolenie na przedrukowywanie Biblii. Spowodowało to jeszcze większą ilość pomyłek i opuszczeń. Po Joazafie I patriarchą został Józef, który nie tylko postanowił poprawić wszystkie księgi kościelne ale też postawił kształcić duchowieństwo świeckie (zwane inaczej „białym”) lepiej niż zakonne (zwane „czarnym”). Następnie powołał wśród duchowieństwa świeckiego komisję, która miała przeprowadzić to postanowienie. W roku 1649 patriarcha jerozolimski Paisjusz, metropolita Nazaretu Gabriel i patriarcha konstantynopolitański Atanazy stwierdzili przed Aleksandrem I Romanowem, Józefem i Nikonem, że: «nie tylko w księgach, lecz i w obrzędach kościelnych jawne były odejścia od przepisów i zwyczajów pierwotnego Kościoła wschodniego». Po naradzie z patriarchami car wydelegował na wschód Arseniusza Suchanowa w celu opisania kościelnych obrzędów i obyczajów ludzi. Podczas pierwszej podróży Arseniusz nie dotarł do celu zatrzymując się w Jass. Drugą podróż podjął w roku 1650 ale również nie dojechał do wyznaczonego celu, zatrzymując się na Górze Athos. Po powrocie z podróży opisał swoje dysputy o wierze z Grekami, oraz przedstawił szczegółowy jej przebieg. 
W roku 1648 Teodor Rtyczew założył pod Moskwą pustelnię Przemienienia Pańskiego, do której wezwał mających wiedzę zakonników kijowskiego i rosyjsko-polskich klasztorów celem tłumaczenia z greki rozmaitych ksiąg pożytecznych dla panującego Kościoła. Utworzyło się w ten sposób Bractwo literackie, na czele którego był uczony hieromnich Epifaniusz (Sławiniecki). Car dał jemu do pomocy Arseniusza Greka, z którym w owym bractwie tłumaczyli księgi w latach 1652–1653. Ze względu na niezadowolenie niektórych z przetłumaczonych ksiąg, patriarcha Nikon z carem Aleksym zwołali sobór w 1654 roku. Po nim kolejny raz wysłali na wschód Arseniusza Suchanova, tym razem po to, aby kupował święte księgi.

## Tłumaczenie Biblii
W 1655 roku na prośbę Nikona sprowadzono do Moskwy wiele rękopisów przechowywanych na Górze Athos (np. Kodeks Moskiewski II). Zamiarem było wydanie Biblii w języku cerkiewnosłowiańskim. Przygotowanie Biblii sobór zlecił w roku 1660.
Tłumaczenie dokonano na podstawie Biblii ostrogskiej opublikowanej na ziemiach ruskich w Rzeczypospolitej. Tekst Starego Testamentu skonfrontowano z tekstem hebrajskim. Poprawiono niektóre (lecz nie te najważniejsze) błędy w tekście Biblii ostrogskiej, pomijając inne znacznie bardziej wymagające korekty fragmenty. Nie wiadomo kto dokonał poprawek.
Biblia moskiewska została wydana 12 grudnia 1663 roku w nakładzie 2412 egzemplarzy. Była to pierwsza wydana w Moskwie pełna edycja Pisma Świętego.

## Opis
Biblia zawiera 540 kart, tekst wydano w dwóch kolumnach na stronę, małą czcionką. Była to jedyna wydana w XVII wieku rosyjska książka zawierająca frontyspis oraz obramowanie dla kart tytułowych. Są one dziełem artysty Zosimy. Na początku Księgi grawerowany frontyspis przedstawia zasiadającego na tronie Pana Zastępów spoglądającego na Adama i Ewę sięgających po zakazany owoc oraz po prawej stronie karty ukrzyżowanie Jezusa. W środku znajduje się okazałe godło rosyjskie, a poniżej plan Moskwy, z Kremlem w centrum. Jest to pierwszy plan Moskwy przedstawiony przez rosyjskiego artystę. Po bokach godła przedstawiono cztery sceny ze Starego i Nowego Testamentu (Mojżesz wznoszący miedzianego węża, wygnanie z raju, chodzącego po wodzie Jezusa ratującego Piotra oraz wniebowzięcie).
Następnie znajduje się strona tytułowa. Wokół centrum przedstawiono sceny z historii biblijnych. Pierwsza grawera przedstawia króla Dawida, druga – czterech ewangelistów, a trzecia przedstawia św. Łukasza. Οrnament zawiera pięć inicjałów z czterech płyt, oraz dziewięćdziesiąt siedem ozdobnych rytów wykonanych z czternastu płyt, dwadzieścia pięć końcówek z czterech płyt, oraz ramka na tytuł. Następnie znajdowała się druga strona tytułowa, a po niej kolejne grawery i tekst Pisma Świętego, który był odciskany specjalnie w tym wydaniu przez F.I. Popowa. Strony były oprawione w ramkę, tekst natomiast składał się z dwóch kolumn. Na każdej stronie mieści się pięćdziesiąt sześć wierszy, czcionka jest wielkości dziesięciu punktów, gdzie na rząd przypada 4,9 mm.

## Oceny
Biblia moskiewska nie była przekładem z oryginału, lecz rewizją Biblii ostrogskiej (1581), a ta z kolei była redakcją Biblii Gennadiusza (1499) – w obu przekładach widoczne są silne wpływy tekstu Wulgaty. Przekład moskiewski był wynikiem dwóch koncepcji na łonie prawosławia efektem których była rywalizacja pomiędzy zwolennikami tłumaczenia z greckiej Septuaginty a tłumaczenia z łacińskiej Wulgaty cieszącej się uznaniem Kościoła rzymskiego. Z jednej strony Moskwa krytycznie podchodziła do tłumaczenia z Wulgaty, a z drugiej po upadku Konstantynopola (1453) u Rosjan pojawiło się ograniczenie zaufania do prawosławia tradycji greckiej. Ostatecznie Biblia moskiewska została uzgodniona z tekstem łacińskim, co jednak było sprzeczne z dotychczasową przyjętą na Rusi tradycją, ugruntowaną na tekście greckiej Septuaginty.
Przekład od początku był krytykowany przez staroobrzędowców, którzy zarzucali, że Nikon zezwolił Żydom na tłumaczenie ksiąg świętych. Nowe tłumaczenie zostało źle przyjęte przez lud. Nie zostało też wprowadzone do liturgii. Nisko ocenił je również sam patriarcha Nikon.
Jewsiejew na początku XX wieku zarzucał przekładowi niską wartość, a władzy kościelnej nieodpowiedzialność. Jego zdaniem tłumacze nie posiadali wystarczających umiejętności, ani doświadczenia.